# Giglio Zarattini
Giglio Zarattini (Comacchio, 12 novembre 1958 – Bologna, 6 dicembre 2004) è stato un pittore e politico italiano.

## Biografia
Nacque da Giulio e da Luciana Merighi nel 1958, nella stessa casa in cui nel 1895 aveva visto la luce il pittore e cartellonista Sepo. Dopo aver frequentato l'istituto d'arte di Ravenna, si perfezionò presso l'Accademia di belle arti di Venezia, sotto la guida di Emilio Vedova.
Per lui tuttavia fu importante soprattutto frequentare la casa-museo che il pittore Remo Brindisi si era fatto costruire nei primi anni settanta da Nanda Vigo al Lido di Spina: qui conobbe molti artisti e collaborò con il maestro Brindisi a realizzare varie iniziative culturali, divenendo infine direttore del museo stesso.
Oltre ad aver tenuto una ventina di mostre personali di pittura in tutta Italia, con uno stile ondeggiante tra espressionismo e transavanguardia, Zarattini si occupò di scenografia, illustrazione libraria, decorazione di stendardi ed aquiloni, nonché della decorazione dei quadranti per una celebre marca di orologi. Eseguì inoltre ceramiche dipinte, manifesti, mosaici e sculture. Assai note divennero le sue forcole decorate, ovvero gli scalmi lignei delle imbarcazioni che perfettamente evocavano l'ambiente urbanistico e vallivo di Comacchio e dei suoi fiocinini.
Al di là della collaborazione con Brindisi e del forte interesse per la pittura e per le arti applicate, Zarattini avvertì alla fine del novecento un sempre maggior interesse per le vicende della politica: nel suo comune di nascita fu quindi eletto assessore alla cultura, successivamente all'urbanistica, infine nel 2002 divenne sindaco.
Zarattini spese molte energie per valorizzare il patrimonio artistico, geografico e antropologico del proprio territorio, organizzando mostre, sfilate televisive di moda, concerti, regate di donne comacchiesi per le quali realizzò addirittura i costumi assieme a Brindisi e arricchendo il patrimonio d'arte del comune. Fu infatti lui il principale promotore della donazione della casa-museo Brindisi al comune di Comacchio, nonché dell'importante fondo monografico di sculture di Nicola Sebastio.
Entusiasta e iperattivo, negli ultimi anni di vita soffrì di problemi cardiaci: accasciatosi per un improvviso malore durante una riunione di lavoro a Bologna presso la sede della Regione Emilia-Romagna, morì a soli 46 anni.

## Opere
Sue opere sono conservate presso la civica raccolta d'arte di Comacchio, la pinacoteca Cattabriga di Bondeno, la Camera del Lavoro di Ferrara, l'Arcispedale Sant'Anna di Cona e il Museo Remo Brindisi al Lido di Spina.